# 후웨이진
후웨이진(중국어: 虎尾鎮, 병음: Hǔwěi Zhèn, 한자음: 호미진)은 중화민국 윈린현의 진이다. 넓이는 68.742km2이고, 인구는 2015년 8월 기준으로 70,499명이다.

## 역사

### 청나라 통치시기
1717년, 제라현(諸羅縣)의 大坵田一堡, 대구전 1보, 현재의 후웨이진, 투쿠진을 설치한 것이 문헌에서의 첫 등장이다. 지형의 기복이 심했기 때문에 당시에는 대륜각(大崙脚)으로 불리고 있었다. 이 지구의 개발은 늦어서 건륭 24년 서기 1759년에 복건에서 곽륙재가 이주한 후에 본격적으로 착수되었다. 곽륙재는 대륜각 동북부의 후미로 불리는 지방에 오간초료(五間草寮)를 두어 이 지구는 오간초로 불리게 되었다. 그러나 1830년(도광 10년)에 발생한 증규각의 반란 때에 전투가 행해져 당시의 가구는 초토화되었다.

### 대만일치시기
대만일치시기 초기에 후웨이 지구에는 겨우 오간초와 청포자(青埔仔)에 작은 취락이 존재할 뿐이었다. 1896년에 대일본 제당 주식회사가 오간초에 공장을 건설하면서 대만의 제당 중심지가 되었다. 그 후 1920년 10월 1일에 다이난주 고비군 고비장이 설치되었다. 1933년에는 다이난주 고비군 고비가로 승격하였다. 고비(虎尾)로 개칭된 것은 군내를 흐르는 후웨이시(虎尾溪)와 관련이 있다. 

### 중화민국
태평양 전쟁 이후의 1946년, 타이난현 정부가 성립하면서 가장(街庄)은 향진(郷鎮)으로 고쳐져 타이난 현재의 후웨이진으로 개칭되었다. 1950년 10월 1일의 지방 행정구 개혁에 의해 윈린현 및 자이현이 설치되면서 후웨이진은 윈린현에 귀속되어 현재에 이르고 있다.

## 행정구역

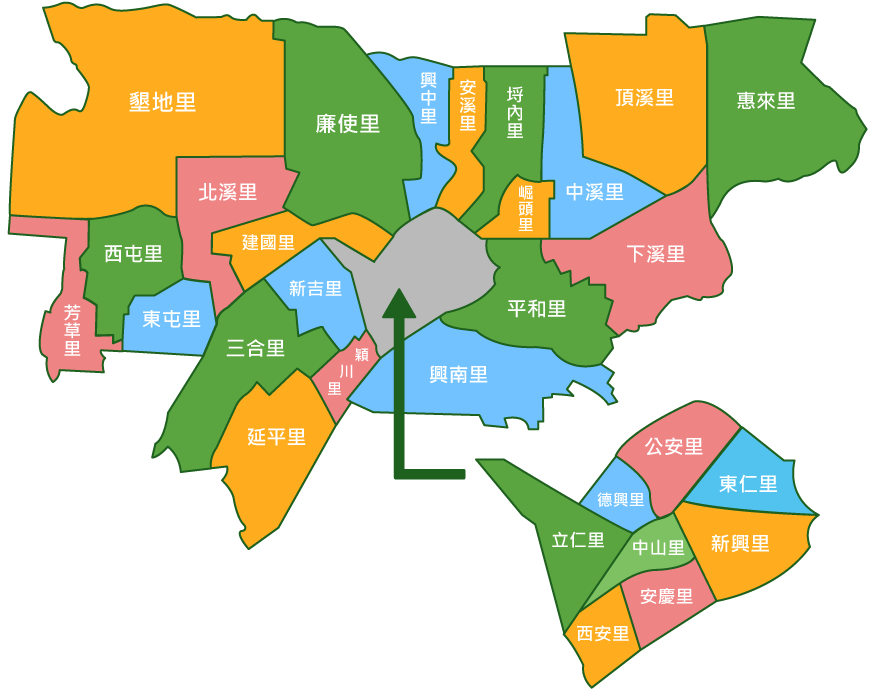
후웨이진의 행정구역 구별

## 교육
- 국립 후웨이 과학기술대학

## 교통
- 국도 1호선
- 타이완 고속철도 윈린역 - 2015년 12월 1일 개업